# Delphi, Grecia
Delphi (sau Delfi) este un oraș în Grecia antică, casă a Oracolului delfic în mitologia greacă, dedicat zeului Apollo și locuit de nimfa Cassotis, care era venerată în întreaga lume antică. Vechii greci considerau Delphi ca fiind centrul universului.
Delphi se află pe un platou în versantul Muntelui Parnassus.  Ramificarea semicirculară se cheamă Phaedriades; de aici se vede Valea Pleistos.  La aproximativ 15 km sud-vest de Delphi se află orașul-port Kirrha în Golful Corintean.
Numele de "Delphi" provine probabil de la Delphinios, un epitet atașat lui Apollo pentru a reda legătura sa cu delfinii. Apollo, se spune, ar fi venit cu preoți din Creta pe spatele delfinilor. Conform unei alte legende, Apollo a venit pe jos până la Delphi din nord și s-a oprit la Tempe, un oraș în Tesalia și a cules lauri, plantă sacră pentru el. În comemorarea acestei legende, câștigătorii jocurilor pitice primeau o coroană de lauri culeși din Tempe.
Într-o încăpere de sub Templul lui Apollo, adyton, își producea profețiile preoteasa Pythia, celebrul oracol de la Delphi.
Situl arheologic de la Delphi a fost înscris în anul 1987 pe lista patrimoniului cultural mondial UNESCO.

Templul lui Apollo din Delphi
(în stânga: Muntele Parnassus)

## Istorie
Lângă Delfi la Anthela se adunau reprezentanți ai altor orașe grecești, într-o adunare numită Liga amficționilor.